# Прибор за јело
Прибор за јело је прибор који се користи током јела. Основни прибор за јело састоји се од четири прибора: нож, виљушка, кашика и кашичица као и чаше и тањири. Основни прибор за јело може се добити у више облика, у зависности од намене: прибор за рибу, прибор за колаче, прибор за воће, прибор за торте, прибор за сладолед итд. Прибор за јело одавно се прави од калајног гвожђа, а најчешће се израђује од нерђајућег челика, понекад метала или сребра.
Особа која прави или продаје прибор за јело назива се ножар (енгл. cutler). Град Шефилд у Енглеској познат је по производњи прибора за јело још од 17. века, а по тој индустрији је назван и воз – Мастер Катлер – који вози од Шефилда до Лондона. Доносећи приступачан прибор за јело масама, нерђајући челик је развијен у Шефилду почетком 20. века. Главни предмети прибора за јело први пут су се појавили заједно на столовима у Британији у доба џорџијанске ере. У новије време направљене су хибридне верзије прибора за јело које комбинују функционалност различитих прибора за јело, укључујући спорк (spoon / fork), спајф (spoon / knife) и норк (knife / fork). Спорф или сплејд комбинује сва три.

## Употреба
Виљушка и нож постављају се са леве стране тањира (нож ближе тањиру), а кашика са десне стране. Кашика за десерт на врху тањира. Прибор за јело поставља се према редоследу употребе, при чему су прва јела најудаљенија од тањира. Чаше су распоређене на врху тањира, изнад прибора за десерте, слева надесно (вода, црно вино, бело вино), од највећег до најмањег.

## Етимологија
Енглеска реч cutler потиче од средњоенглеске речи 'cuteler', а ова заузврат потиче од старофранцуске речи 'coutelier' што долази од 'coutel'; чије значење је нож (савремени француски: couteau). Рано порекло речи може се видети у латинској речи 'culter' (нож).

## Композиција

### Метални прибор за јело
Стерлинг сребро је традиционални материјал од којег се прави квалитетан прибор за јело. Историјски гледано, сребро је имало предност у односу на друге метале зато што је мање хемијски реактивно. Хемијске реакције између одређене хране и метала прибора за јело могу довести до непријатног укуса. Злато је још мање реактивно од сребра, али је употреба златног прибора за јело била ограничена на изузетно богате, као што су монарси.
Челик се увек користио за утилитарније ножеве, а пјутер је коришћен за неке јефтиније предмете, посебно кашике. Од деветнаестог века, галванизовано никл сребро (EPNS) је коришћено као јефтинија замена за стерлинг сребро.
Године 1913, британски металург Хари Брирли је случајно открио нерђајући челик, омогућавајући приступачни прибор за јело масама. Овај метал је постао доминантан метал који се користи у прибору за јело. Алтернатива је мелхиор, легура никла и бакра отпорна на корозију, која такође понекад може да садржи манган и никл-гвожђе.

### Пластика
Пластични прибор за јело је направљен за једнократну употребу и често се користи на отвореном за камповање, излете и роштиљање, на пример. Пластични прибор за јело се такође обично користи у продавницама брзе хране или за понети и добија се уз оброке у економској класи. Пластика се такође користи за дечији прибор за јело. Често је дебљи и издржљивији од пластичног прибора за јело за једнократну употребу.

### Дрвени прибор за јело
Дрвени прибор за јело за једнократну употребу доступан је као популарна биоразградива алтернатива. Бамбус (иако није дрво) и јавор су популарни избори.

### Јестиви прибор за јело
Јестиви прибор за јело се прави од осушених житарица. Они се првенствено праве од пиринча, проса или пшенице. Пошто је за узгој пиринча потребно много воде, произвођачи нуде производе на бази проса као еколошки прихватљивије. Тесто се пече у калупима који га стврдњавају. Неки произвођачи нуде опцију ароматизованог прибора за јело. Јестиви прибор за јело се распада за око недељу дана ако се одложи.

## Индустрија
Пре средине 19. века, када је јефтин меки челик постао доступан због нових метода производње челика, ножеви (и други алати са ивицама) су се правили заваривањем челичне траке на комад гвожђа који је требало да се формира у нож, или у сендвич. челична трака између два комада гвожђа. То је учињено јер је челик тада био много скупља роба од гвожђа. Модерна сечива су понекад ламинирана, али из другог разлога. Пошто је најтврђи челик крт, слој тврдог челика се може поставити између два слоја блажег, мање крхког челика, за сечиво које добро држи оштру ивицу и мање је вероватно да ће се сломити током употребе.
Након израде, нож је морао да се наоштри, првобитно на жрвњу, али од касног средњег века у точку за оштрење или (како су били познати у региону Шефилда) секачком точку.

### Прибор за јело за једнократну употребу

#### Пластика
Уведен у сврху погодности (лаган, није потребно чишћење након оброка), пластични прибор за јело за једнократну употребу постао је огромно светско тржиште. Заједно са другим посуђем за једнократну употребу (папирни тањири, пластични покривачи за столове, чаше за једнократну употребу, папирне салвете, итд.), ови производи су постали неопходни за индустрију брзе хране и угоститељства. Ови производи су симбол потрошачког друштва и узрок милионима тона неразградивог пластичног отпада. Европска унија је забранила такве пластичне производе од 3. јула 2021. у оквиру Европске стратегије за пластику. Забране су такође планиране у Великој Британији и Канади.

#### Дрвени прибор за јело
Као еколошки прихватљива алтернатива неразградивој пластици, дрвени прибор за јело добија на популарности. Неки произвођачи премазују своје производе биљним уљима, восковима и лимуновим соком безбедним за храну зарад дужег рока трајања, што их чини безбедним за људску исхрану. Прибор за јело се затим суши неколико дана пре него што напусти производни погон.